# تشارلز روجرز (متسابق يخت)
تشارلز روجرز (بالإنجليزية: Charles Rogers)‏ هو متسابق يخت أمريكي، ولد في 1 يونيو 1937 في ناشيونال سيتي في الولايات المتحدة.

## وصلات خارجية
- تشارلز روجرز على موقع الاتحاد الدولي للملاحة الشراعية (موقع جديد) (الإنجليزية)
- تشارلز روجرز على موقع الاتحاد الدولي للملاحة الشراعية (موقع قديم) (الإنجليزية)
- تشارلز روجرز على موقع اللجنة الأولمبية الدولية (الإنجليزية)
- تشارلز روجرز على موقع أوليمبيديا (الإنجليزية)